# سيدني شيروود
سيدني شيروود (بالإنجليزية: Sidney Sherwood)‏ هو اقتصادي أمريكي، ولد في 28 مايو 1860 في Ballston, New York ‏ في الولايات المتحدة، وتوفي بنفس المكان في 5 أغسطس 1901.